# 즐거운 인생 (CJB 라디오 프로그램)
즐거운 인생은 CJB JOY FM에서 아나운서 연규옥이 진행했던 충북 전지역에 송출되는 라디오 프로그램이다. 방송시간은 평일 아침 6시 ~ 아침 7시까지이다.
| CJB JOY FM                                                    |                                                             |                     |
| 이전                                                          | 굿모닝 JOY FM 최혜윤입니다. (주중) 안정은의 청춘열차 (주말) | 다음                |
| 새벽을 여는 친구 연규옥입니다 (주중) 안정은의 청춘열차 (주말) | 굿모닝 JOY FM 최혜윤입니다. (주중) 안정은의 청춘열차 (주말) | 김영철의 파워 FM    |
| 오전 5시 ~ 오전 6시 (주중) 오전 5시 ~ 오전 6시 (주말)         | 오전 6시 ~ 오전 7시 (주중) 오전 6시 ~ 오전 7시 (주말)       | 오전 7시 ~ 오전 9시 |
|                                                               |                                                             |                     |